# Gare de Tornio
La gare de Tornio (en finnois : Tornion rautatieasema) est une gare ferroviaire de la Voie ferrée Oulu–Tornio située à Tornio en Finlande.